# Будинок хоральної синагоги (Чернігів)
Будинок хоральної синагоги — пам'ятник історії виявлений у Чернігові. Наразі у будівлі розміщується Чернігівський обласний молодіжний театр.

## Історія
Будівля не має власної «території пам'ятника» та розташована у «комплексній охоронній зоні пам'яток історичного центру міста», згідно з правилами забудови та використання території. На будівлі не встановлено інформаційну дошку.

## Опис
1876 року після пожежі синагоги на Богоявленській (зараз Шевченко) на розі Воздвиженської та Мстиславської вулиць була збудована нова синагога. Архітектор — М. С. Щетинський.
Кам'яний, 2-поверховий, прямокутний у плані будинок. Фасад над входом увінчаний фронтоном, має округлі та стрілчасті вікна. Фасад спрямований на південний схід — до Воздвиженської вулиці (Родимцева). При вході було збудовано навіс.
Будинок мав кілька залів. За синагоги діяла молитовна школа «Ашкеназі». У 1920-х роках синагогу було закрито.
Після внутрішнього перепланування, 1938 року тут розмістився Палац піонерів. Під час Другої світової війни будівля була сильно пошкоджена: вигоріла всередині, але вціліла. На початку 1950-х років будинок було відновлено, тут знаходився Палац піонерів. У 1970-х роках тут розмістився ДТСААФ, потім курси цивільної оборони. Було проведено капітальний ремонт і з 1988 року у будівлі розмістився Чернігівський обласний молодіжний театр. Зал театру розрахований на 108 місць.
Встановлено меморіальну дошку заслуженому митцю України Геннадію Касьянову — на фасаді молодіжного театру, де працював (1988—2018).